# اورساگو
اورساگو (به ایتالیایی: Orsago) یک کومونه در ایتالیا است که در استان ترویزو واقع شده‌است. اورساگو ۱۰٫۷ کیلومتر مربع مساحت و ۳٬۸۱۷ نفر جمعیت دارد و ۴۰ متر بالاتر از سطح دریا واقع شده‌است.
اورساگو با این مناطق شهری دارای مرز می‌باشد: کوردیگنانو (Cordignano)، گایارینه (Gaiarrine) و گودگا دی سنت اوربانو (Godega di Sant'Urbano).
ساختمان‌های دیدنی:
1. ویلای Sbrojavacca - Maffei متعلق به قرن 18 میلادی. این ساختمان توسط شوالیه‌های خاندان Sbrojavacca در قرن 18 میلادی ساخته شده است، اما در عین حال نشانه‌هایی از المان‌های قدیمی تر را در خود جا داده است. المان‌هایی همچون دیوارهای قدیمی احاطه شده توسط انبار و سرداب‌های محلی است. این ویلا توسط Maffei Marconi در سال 1835 خریداری شد و بعد از آن به خاندان Zanin از اهالی اورساگو واگذار شد.
2. ویلای Priuli - Chastonay، متعلق به قرن 17 میلادی. با گذشتن از دروازه‌های بزرگ پوشیده شده با ستون‌های ساخته شده از سنگ‌های سفید و نیز مجسمه‌های برافراشته و ادامه دادن مسیر سنگ فرش می‌توانید به دروازه دومی برسید که در آن مجلسه Ercole و Prometeo قرار دارد. این ویلای یک جادوی نهفته شده در یک ساختار یکپارچه است.